# 泰勒·克萊里
斯科特·“泰勒”·克萊里（英語：Scott "Tyler" Clary，1989年3月12日—），美國游泳運動員。克萊里曾是美國400米混合泳的記錄保持者。在世界各主要游泳賽事中，他已經獲得了十六面獎牌。

## 外部連結
- USA Swimming bio:  Tyler Clary
- University of Michigan bio:  Tyler Clary